# Ioan James
Ioan Mackenzie James FRS (Croydon, 23 de maio de 1928 – 21 de fevereiro de 2025) foi um matemático britânico. Trabalha com topologia, em particular homotopia.

## Vida
James nasceu em Croydon, Surrey, Inglaterra, e foi educado em St Paul's School (Londres) e The Queen's College (Oxford). Em 1953 obteve o doutorado na Universidade de Oxford com a tese Some problems in algebraic topology, orientado por John Henry Constantine Whitehead.
Em 1957 foi indicado reader de matemática pura, posição que manteve até 1969. De 1970 a 1995 foi Professor Saviliano de Geometria da Universidade de Oxford. Foi professor emérito.
Foi eleito membro da Royal Society em 1968. Em 1978 a London Mathematical Society concedeu a ele o Prêmio Whitehead Sênior, que foi estabelecido em memória de seu orientador, Whitehead. Em 1984 tornou-se presidente da London Mathematical Society.

## Morte
James morreu no dia 21 de fevereiro de 2025, aos 96 anos.

## Obras
- Ioan James, Topologies and Uniformities (Springer Undergraduate Mathematics Series), Springer, 1999.
- Ioan James, Remarkable Mathematicians, From Euler to von Neumann, Cambridge University Press, 2002.
- Ioan James, Remarkable Physicists, Remarkable Physicists: From Galileo to Yukawa, Cambridge University Press, 2004.
- Ioan James,  Asperger's Syndrome And High Achievement: Some Very Remarkable People, Jessica Kingsley Pub, 2005.
- Ioan James,  Driven to Innovate: A Century of Jewish Mathematicians and Physicists, Peter Lang Oxford, 2009.
- Ioan James, Remarkable Biologists: From Ray to Hamilton, Cambridge University Press, 2009.
- Ioan James, Remarkable Engineers: From Riquet to Shannon, Cambridge University Press, 2010.